# Oskar Karel Dolenc
Oskar Karel Dolenc, slovenski fotograf, * 12. maj 1938, Ljubljana.
Dolenc je diplomiral na Fakulteti za strojništvo v Ljubljani in se nato zaposlil kot projektant v TZ Litostroj. Leta 1959 se je začel resneje ukvarjati s fotografijo. Leta 1963 je z nekaj drugimi fotografi ustanovil Fotogrupo ŠOLT-Ljubljana, katere predsednik je bil nato dolga leta. Med letoma 1971 in 1985 je bil profesor fotografije na Srednji šoli za oblikovanje in fotografijo v Ljubljani, zadnje štiri leta pa je bil tam tudi predstojnik Oddelka za fotografijo. Bil je tudi predsednik Foto kino zveze Slovenije, ter med letoma 1973 in 1974 predsednik Foto zveze Jugoslavije. Od leta 1985 do 1993 je bil zaposlen v trženju delniške družbe SCT. Po letu 1993 je postal svobodni umetnik, leta 2000 pa se je upokojil.
Še danes je član Društva fotografov Slovenije, častni član Kluba Diana in častni član FK Triglavski narodni park.